# 七贤岭街道
七贤岭街道是中华人民共和国辽宁省大連市甘井子區下辖的一个街道办事处。

## 行政区划
七贤岭街道下辖以下村级行政区划单位：
山园社区、聚贤社区、高能社区、环海社区、环涛社区、爱贤社区、小平岛第二社区、新科硅谷社区、七贤岭科海社区、七贤岭街道社区。